# Edgar von Gierke
Edgar Otto Conrad von Gierke (9 tháng 2 năm 1877, Breslau - 21 tháng 10 năm 1945) là một bác sĩ người Đức, chuyên về lĩnh vực tổng hợp glycogen. Các nghiên cứu của ông đã giúp khám phá ra bệnh ứ đọng glycogen loại I.
Ông kết hôn với Julie Brown vào năm 1912 và có bốn con.
Bệnh ứ đọng glycogen loại I được đặt theo tên ông.